# USS Truxtun (APD-98)
USS Truxtun (APD-98) là một tàu vận chuyển cao tốc lớp Crosley, nguyên được cải biến từ chiếc DE-282, một tàu hộ tống khu trục lớp Rudderow, và đã phục vụ cùng Hải quân Hoa Kỳ trong Chiến tranh Thế giới thứ hai. Nó là chiếc tàu chiến thứ tư của Hải quân Hoa Kỳ được đặt cái tên này, theo tên Thiếu tướng Hải quân Thomas Truxtun (1755-1822), người từng tham gia cuộc Chiến tranh Cách mạng Hoa Kỳ. Nó đã phục vụ cho đến khi chiến tranh kết thúc, xuất biên chế năm 1946, rồi được chuyển cho Đài Loan và tiếp tục phục vụ cùng Hải quân Trung Hoa dân quốc như là chiếc ROCS Fu Shan (DE-35) (福山-Phúc Sơn) cho đến năm 1996. Con tàu cuối cùng bị tháo dỡ.

## Thiết kế và chế tạo
Thiết kế của lớp Crosley dựa trên việc cải biến lớp tàu hộ tống khu trục Rudderow. Cấu trúc thượng tầng con tàu được mở rộng, đồng thời tháo dỡ bớt vũ khí trang bị để lấy chỗ bố trí nơi nghỉ cho 162 binh lính được vận chuyển cùng khoảng 40 tấn trang bị. Hệ thống động lực tương tự như với các lớp Buckley và Rudderow; là kiểu động cơ turbine-điện General Electric, cung cấp điện năng cho mô-tơ điện để dẫn động hai trục chân vịt.
Dàn vũ khí được giữ lại bao gồm một khẩu pháo 5 inch (130 mm)/38 cal bố trí một phía trước mũi; ba khẩu đội pháo phòng không Bofors 40 mm nòng đôi và sáu pháo phòng không Oerlikon 20 mm; vũ khí chống ngầm gồm hai đường ray Mk. 9 để thả mìn sâu. Thủy thủ đoàn đầy đủ bao gồm 15 sĩ quan và 168 thủy thủ; và con tàu được bố trí tiện nghi để vận chuyển 12 sĩ quan cùng 150 binh lính đổ bộ.
Truxtun được đặt lườn như là chiếc DE-282 tại Xưởng hải quân Charleston ở Charleston, South Carolina vào ngày 13 tháng 12, 1943. Nó được hạ thủy vào ngày 9 tháng 3, 1944, được đỡ đầu bởi cô Norton Truxtun. Đang khi được hoàn thiện, con tàu được xếp lại lớp như một tàu vận chuyển cao tốc vào ngày 15 tháng 7, 1944,  mang ký hiệu lườn mới APD-98, và nhập biên chế cùng Hải quân Hoa Kỳ vào ngày 9 tháng 7, 1945 dưới quyền chỉ huy của Hạm trưởng, Thiếu tá Hải quân Paul A. Bane.

## Lịch sử hoạt động

### USSTruxtun
Khởi hành từ Charleston vào ngày 24 tháng 7, 1945, Truxtun vẫn đang tiến hành việc chạy thử máy huấn luyện tại khu vực vịnh Guantánamo, Cuba khi Nhật Bản chấp nhận đầu hàng vào ngày 15 tháng 8, giúp chấm dứt vĩnh viễn cuộc xung đột. Hoàn tất chạy thử máy vào ngày 25 tháng 8, nó quay trở lại Norfolk, Virginia vào ngày 28 tháng 8 để sửa chữa sau chạy thử máy, rồi rời Hampton Roads, Virginia vào ngày 10 tháng 9 cho một chuyến đi khứ hồi đến Miami, Florida.
Khi quay trở về Norfolk vào cuối tháng 9, Truxtun được cho chuẩn bị để ngừng hoạt động. Con tàu lại lên đường đi Florida vào ngày 9 tháng 11, hướng đến khu vực neo đậu của Hạm đội Dự bị Đại Tây Dương ở Green Cove Springs, Florida, và sau khi đến nơi vào ngày 16 tháng 11 đã hoàn tất công việc ngừng hoạt động. Con tàu được cho xuất biên chế tại Green Cove Springs vào ngày 15 tháng 3, 1946, rồi được cho kéo đến Orange, Texas vào năm 1961. Đến ngày 24 tháng 6, 1963, cái tên Truxtun được rút lại nhằm chuẩn bị để đặt cho một tàu tuần dương tên lửa điều khiển thế hệ mới chạy năng lượng hạt nhân, chiếc USS Truxtun (CGN-35). Vì vậy con tàu chỉ được biết đến như là chiếc USS APD-98 trong một năm rưỡi tiếp theo, trước khi được chuyển cho Đài Loan. APD-98 được cho rút khỏi danh sách Đăng bạ Hải quân vào ngày 15 tháng 1, 1966.

### ROCSFu Shan

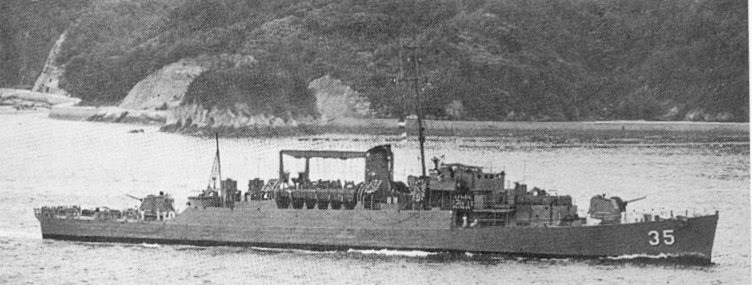
Tàu frigate ROCS Fu Shan (PF-35) vào khoảng thập niên 1960.

Con tàu được chuyển cho Trung Hoa dân quốc vào ngày 22 tháng 11, 1965 và phục vụ cùng Hải quân Trung Hoa Dân Quốc như là tàu frigate ROCS Fu Shan (PF-35) (福山-Phúc Sơn). Nó được nâng cấp với một khẩu pháo 5-inch phía đuôi tàu, và đến năm 1983 được tăng cường một dàn bốn ống phóng tên lửa đất đối không RIM-72C Sea Chaparral, phiên bản trên hạm của kiểu tên lửa MIM-72 Chaparral. Phần lớn vũ khí của nó được tháo dỡ vào năm 1988 và con tàu được xếp lại lớp như một tàu vận chuyển cao tốc LPR-835 vào năm 1996. Nó ngừng hoạt động và bị tháo dỡ không lâu sau đó.

## Phần thưởng
Nguồn: Navsource Naval History
|  |  |

| Huân chương Chiến dịch Hoa Kỳ | Huân chương Chiến thắng Thế Chiến II |